# خصي

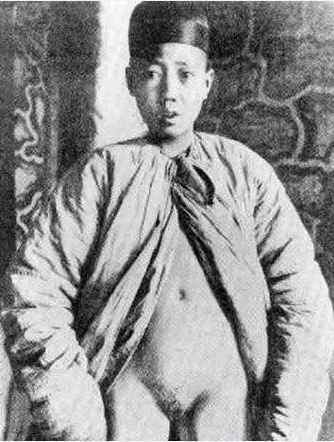

الخَصْي أو الخِصَاءْ أو الإخْصَاءْ (بالإنجليزية: Emasculation)‏ هو إزالةُ الأعضاء التناسليّة الذكرية بما في ذلك القضيب و‌الخصيتين. عادةً ما يُنظر للخصي على أنه «عمليّة غير توافقية» تتسبَّبُ في تشويه الأعضاء التناسلية؛ وقد طرأ بعض التحديث على هذا المفهوم معَ مرور السنين حيثُ قد يعني – أو يُقصد به – في مراتٍ ما تعديل الجسم الذي يتمُّ برضى «المُعدِّل».

## الخصي حسب المناطق

### أوروبا
في العصور الوسطى في أوروبا؛ كان يُستخدم الخصي كشكلٍ من أشكال العقوبة مثله مثل السحب والشنق والإرباع؛ كما استُخدم أحيانًا كشكلٍ من أشكال الإعدام وذلك عن طريقِ التعذيب حتى الموت. ظهرت في القرن التاسع عشر في روسيا طائفةٌ مسيحيةٌ عُرفت باسمِ الخصيان وذلك لأنها كانت تخصي الرجال وتقطعُ أثداء النساء إيمانًا بها بضرورة قطع ونزع كل عناصر الشهوة الجنسيّة.

### شرق آسيا
استُعمل الخصي أيضًا كعقوبةٍ في الصين وذلك حتّى عهد أسرة سوي و‌سُلالة تانغ. بالإضافة إلى كونه عقوبة؛ فقد خضعَ بعض الخُدَّم لدى الإمبراطور أو لدى الطبقة البيروقراطيّة للخصي.
اعتمدَ الفيتناميون القدماء هم الآخرون على نفسِ أساليب الصين في الخصي حيثُ كانوا يستخدمون الخِصاء كعقوبة كما خصوا الخُدَّم وما كان يُعرف حينها بالعبيد. تُؤرِّخ بعض المراجع للخصي في فيتنام حيثُ تُؤّكد أن العمليّة كانت تتمُّ بطرق بدائية جدًا يجري فيها إزالة الخصيتين والقضيب مما يتسبّب في آلام شديدة أدّت للوفاة في بعضِ الحالات. بحلول عام 1838؛ أصدرَ مينه مينج إمبراطور فيتنام قانونًا ينصُّ على خصي الرجال البالغين ذوي المكانة الاجتماعية العالية فقط؛ ما أدى في النهاية إلى مجتمعٍ مكوّنٍ من عددٍ من المخصيين الذين يُعانون من تشوهاتٍ على مستوى الأعضاء التناسلية. على صعيدٍ آخرٍ؛ وخلال أواخر القرن التاسع عشر؛ عمدَ الفرنسيون لخصي الفيتناميين في فيتنام كنوعٍ من العقاب والإذلال.
تبنى شعب الخيتان الذي استقرَّ في شمال شرق آسيا هو الآخر الممارسات الصينيّة فيما يخصُّ خصي ما كان يُطلق عليهم حينها العبيد فعمدَ إلى إزالة الأعضاء التناسليّة لكل الذكور العاملين لدى العائلة الحاكمة أو لدى الطبقات الغنيّة.

### الشرق الأوسط وإفريقيا
خلال فترة تجارة الرقيق في المنطقة العربيّة؛ كان الرِّجالُ والفتيان المُستعْبَدون من شرق إفريقيا مخصوون عن طريقِ إزالة كل من القضيب والخصيتين.

## الخصي حاليًا
يُقال إن بعض أعضاء مجتمعات الهجرة في شبه القارة الهندية يتعرّضون للخصي. يُطلق على الذين يتعرّضون لهذه العمليّة اسمَ نيروان (بالإنجليزية: Nirawaa)‏ ويُنظر للعمليّة على أنها طقسٌ من طقوس العبور. على الجانبِ الآخر؛ يخضعُ بعض الذكور في الولايات المتحدة من الذين يتبعون مجتمع النولو (بالإنجليزية: Nullo)‏ للخصي طواعيةً ولم يُعرف السبب لذلك على وجهِ التحديد.

## في الكتاب المقدس
وردَ في العهد القديم:
| «لاَ يَدْخُلْ مَخْصِيٌّ بِالرَّضِّ أَوْ مَجْبُوبٌ فِي جَمَاعَةِ الرَّبِّ. - سفر التثنية 23: 1» |

فُسّرت هذه الآية من قِبل بعض الحاخامات على أن المخصي لا يستطيعُ الزواج من ابنة إسرائيل؛

## معاني أخرى
أصحبت كلمة خصي أو بالأحرى كلمةُ مخصي تعني الكثير من المعاني؛ حيث تُستعمل للإذلال أو للإشارةِ إلى رجلٍ ما أنه أقل ذكورة.
في علم البستنة؛ تُسمَّى إزالة حبوب اللقاح من النبات لأغراض التلقيح والتكاثر باسمِ الخصي (بالإنجليزية: emasculation)‏.

## في الطب البيطري
يتم إجراء عملية الخصي بكثرة في مجال الطب البيطري حيث تعتبر من أكثر العمليات الجراحية إجراء. تستخدم للحيوانات الزراعية لزيادة الإنتاج ومنع تكون روائح فرمونية بالإضافة لمنع القتال بين الذكور. بينما تستخدم للحيوانات المنزلية لمنع بعض التصرفات الجنسية والتحكم في المواليد بالإضافة لمنع قتال الحيوانات الاليفة.